# Cippe pomérial de Claude
Le cippe pomérial de Claude conservé au Musée du Vatican a été apposé en 49 à l'occasion de l'extension du pomerium. Découvert à Rome en 1738, il a la particularité d'avoir une des lettres claudiennes.

## Histoire
Pour un article plus général, voir Pomerium.
En 49, le Sénat romain accorde à Claude le droit d'élargir le pomerium. La conquête de la Bretagne par Claude réalise l’extension du territoire romain (auctio populi Romani), et légitime l'exercice de ce droit. Au printemps 49, Claude repousse la limite du pomerium vers le sud. Il inclut l'Aventin, la rive du Tibre avec le port de Rome, ses entrepôts et le Monte Testaccio. Cette extension est visible dans les nombreux cippes découverts par les archéologues,,,. Avec l’extension de Vespasien, cette transformation est la seule indiscutable car appuyée à la fois par les sources épigraphiques, littéraires et archéologiquesEdmond Frezouls, « Rome ville ouverte. Réflexions sur les problèmes de l'expansion urbaine d'Auguste à Aurélien », École française de Rome « Actes du colloque international de Rome (8-12 mai 1985) »,‎ 1987, p. 373-392 (lire en ligne),.
L'extension de Claude a conduit à l'établissement d'environ 142-143 cippes, espacés de 71 mètres les uns des autres, soit 2 actus ou 240 pieds.

## Découverte
Le cippe a été découvert à Rome, Vigna Nari en 1738, puis redécouvert en 1885 Vigna Bertone. En 1909, un second cippe est découvert au même endroit à 71 mètres du premier, appartenant à la même terminatio. Ce second cippe porte le numéro CIIX. Seulement dix-huit cippes ont été retrouvés, dont dix datant du règne de Claude,. 

## Description
Un réemploi à l'époque moderne a conduit à la dégradation du cippe. Ses arêtes ont été arrondies, ses extrémités ont été creusées de manière concave et un trou a été percé. Le texte principal n'a pas été altéré par ces modifications mais des mentions secondaires ont peut-être été perdues. Ainsi manquent les traditionnels indications Pomerium sur le dessus et le numéro d'ordre. 
Ce cippe possède un intérêt historique particulier car il présente une lettre inventée par Claude, le digamma inversum et dont il existe extrêmement peu d'attestation. 

### Texte
[pomerium ?]

[- C. 3 - ?]

TI(BERIUS) CLAUDIUS

DRUSI F(ILIUS) CAISAR

AUG(USTUS) GERMANICUS

PONT(IFEX) MAX(IMUS) TRIB(UNICIA) POT(ESTATE)

VIIII IMP(ERATOR) XVI CO(N)S(UL) IIII

CENSOR P(ATER) P(ATRIAE)

AUCTIS POPULI ROMANI 

FINIBUS POMERIUM

AMPLIAℲIT TERMINAℲITQ(UE)

[pomerium ?], [cippe n. ... ?], Tiberius Claudius Cesar Auguste Germanicus, Fils de Drusus, Grand Pontife, investi de la puissance tribunitienne pour la neuvième fois, acclamé imperator pour la seizième fois, consul désigné pour la quatrième fois, censeur et père de la patrie. Après avoir repoussé les frontières de l'Empire romain, il étendit le périmètre urbain de Rome (le pomerium) et le borna,.

## Exposition
Ce cippe a été exposé lors de l'exposition Claude, un empereur au destin singulier en décembre 2018 à mars 2019 au Musée des Beaux-Arts de Lyon.

#### Article
- (de) C. Hülsen, « Das pomerium Roms in der Kaiserzeit », Hermes, no 22,‎ 1887, p. 615-626